# 5028 Halaesus
5028 Halaesus este o planetă minoră (asteroid), cu un diametru de 50,77 km, din Asteroid troian al lui Jupiter. A fost descoperită pe 23 ianuarie 1988 la Observatorul Palomar de Carolyn S. Shoemaker și a fost numită după Halaesus⁠(d). 
Obiectul prezintă o orbită caracterizată de o semiaxă mare de 5,2637883 UAi, o excentricitate de 0,13, o înclinație de 21,47809 ° în raport cu ecliptica.